# Templo de fuego de Nekresi
El templo de fuego de Nekresi ( en georgiano: ნეკრესის ცეცხლის ტაძარი, romanizado: tr) es un complejo arqueológico en la región georgiana oriental de Kajetia, parte del sitio más amplio de Nekresi. El edificio excavado, conservado solo fragmentariamente lasa nivel de los cimientos, se identifica como un templo del fuego de Zoroastro, un templo del sol o un santuario maniqueo. Construido en el siglo II o III, el complejo fue destruido en el siglo V. El sitio está inscrito en la lista de Monumentos Culturales Inmuebles de Importancia Nacional de Georgia.

## Historia
El templo de Nekresi se encuentra en campos de cultivo de las ierras bajas al sur de la colina en la que se encuentra el monasterio de Nekresi, de principios de la Edad Media. Fue desenterrado por una expedición arqueológica del Museo Nacional de Georgia que trabajaba en Nekresi entre 1984 y 1993 e identificado por su excavador, Levan Chilashvili, como un templo de fuego de Zoroastro. En 2004, otro equipo sugirió que el templo estaba alineado con los solsticios de verano e invierno y que podría haber incorporado elementos de adoración solar. Alternativamente, Guram Kipiani argumenta que la organización espacial del edificio no es compatible con la de un templo del fuego y teoriza que el complejo era de hecho un santuario maniqueo. Los artefactos arqueológicos encontrados en el sitio se limitan a fragmentos de cerámica de entre los siglos II y IV; un trozo de carbón de un umbral dio una fecha de radiocarbono del siglo V, lo que sugiere que el sitio fue destruido en ese momento.

## Diseño
Se identifican dos fases constructivas en el complejo; el horizonte inferior consta de una planta baja y la cimentación de un edificio de culto, fechado en el período de los siglos II y IV, que parece haber sido demolido deliberadamente y parte de sus materiales de construcción reutilizados para la construcción de un castillo o palacio fortificado. Ambas capas están construidas con escombros grandes con mortero de cal con el uso adicional de ladrillos planos en la capa superior
El templo está diseñado con planta cuadrada, con unas medidas de 50 x 50 metros en total. Su diseño es complejo, centrado en un edificio casi cuadrado de 76 m², alrededor del cual se alzaron cuatro edificios más dispuestos en forma cruciforme y cada uno rematado en un ábside semicircular enfrentado al edificio central. En la esquina suroeste del edificio central había un área casi cuadrada hecha de arcilla, que medía 4.5 m² y contenía rastros de fuego, lo que llevó a la conclusión de que el edificio era un templo del fuego. Los cinco edificios junto con sus corredores y cámaras accesorias estaban encerrados tras una pared. El acceso a cualquiera de las estancias del conjunto era posible a través de puertas que fueron abiertas sobre las paredes exteriores.